# Lista postaci serii Dragon Age
Artykuł opisuje najważniejsze postaci pojawiające się w fikcyjnym uniwersum serii Dragon Age – grach Dragon Age: Początek, Dragon Age: Początek – Przebudzenie oraz Dragon Age II.

## Dragon Age: Początek

### Towarzysze
Dragon Age: Początek zawiera dziesięć postaci mogących przyłączyć się do drużyny głównego bohatera. W zależności od podjętych decyzji członek drużyny może polubić Szarego Strażnika, odejść, lub zaatakować gracza. 

#### Alistair
Alistair był nowicjuszem wśród templariuszy, gdy Duncan zwerbował go do Szarej Straży – czy też uratował, jak zwykł mawiać sam Alistair.
Jego matka była służącą i zmarła, gdy był małym dzieckiem. Wychował go Eamon Guerrin, ówczesny arl Redcliffe. Podejrzenia Izoldy były jednak nieuzasadnione. Alistair nie był synem Eamona, lecz króla Marica. Eamon zajął się chłopcem, by ukryć jego istnienie przed królową Rowan, siostrą Eamona.
Alistaira fascynuje magia, pomimo że jego życie podporządkowane jest zwalczaniu co mroczniejszych jej przejawów. Pociągają go dziwne kamienie runiczne i figuralne studia nad magicznymi istotami.

#### Morrigan
Na swój temat Morrigan mówi niewiele. Nie przeczy, że jest wiedźmą z Głuszy, lecz wszystko poza tym skrywa tajemnica. Jej matka utrzymuje, że jest słynną wiedźmą znaną jako Flemeth. Jeśli to prawda, Morrigan może być obdarzona ogromną mocą, gdyż opowieści o córkach Flemeth wspominają o spaczonych, potwornych kobietach, które potrafią zabić człowieka samym strachem.
Krytyczne oko Morrigan nie jest zarezerwowane wyłącznie dla innych. Świadomie czy nie, uwielbia biżuterią i bardzo dba o swój wygląd.

#### Leliana
Siostra zakonna, która potrafi spuścić manto wyszkolonym najemnikom, sama w sobie byłaby postacią godną uwagi, ale taka, która twierdzi, że do walki z mrocznymi pomiotami posłał ją sam Stwórca jest... co najmniej niezwykła.
Leliana skrywa jednak więcej tajemnic, niż jeszcze w Lothering można było przypuszczać. Dużą część życia spędziła jako bard w Orlais: była więc minstrelem, skrytobójczy nią, a także szpiegiem na usługach szlachciców z Val Royeaux.
Jej decyzja o wstąpieniu do Zakonu nie była jednak owocem rozczarowania życiem barda; Leliana została oszukana przez swego mistrza i uciekła, by uniknąć egzekucji za zdradę.
Leliana stara się dbać o to, by klasztor, który przyjął ją na swoje łono, traktowany był z należytą czcią i zawsze trzyma blisko serca symbole błogosławieństw Andrasty.

#### Wynne
Talent Wynne ujawnił się dość wcześnie, szczególnie w kwestii zdolności do magii leczniczej. Ona sama cieszyła się sympatią wszystkich mentorów i opinią szczególnie zdolnej adeptki. Nawet obserwujący ją templariusze nie przeczyli, że przedstawia sobą najlepsze, co Krąg może zaoferować. Była inteligentną młodą kobietą, obdarzoną spokojną pewnością siebie i nadzwyczajną dorosłością.
Spędziła wiele lat jako mentorka nowych adeptów Kręgu, a inni wykładowcy darzyli ją takim zaufaniem, że zaproponowano jej pozycję następczyni Pierwszego Zaklinacza Irvinga. Wynne omówiła, tłumacząc się brakiem chęci do pracy na wyższych szczeblach. Gdy do wieży dotarła wiadomość o mobilizacji króla Cailana, Wynne na ochotnika zgłosiła się do bitwy pod Ostagarem.
Dla Wynne oknem na świat i drogą do zrozumienia wszelkiej rzeczy pozostaje słowo drukowane. W głębi duszy jest Wynne uczoną, która wszystko, co zapisane postanie na papierze, z definicji traktuje jak rzecz świętą.

#### Oghren
Oghren z rodu Kondratów był niegdyś obiecującym członkiem kasty wojowników. Jego ród nie był szczególnie znaczącym lecz wielu jego członków, w tym Oghren, odznaczało się wieloma zwycięstwami na Próbach, co dodawało im prestiżu. Gdy bardzo bogata, lecz pozbawiona wpływów politycznych rodzina kowali zaoferowała mu rękę córki, jego ród przyjął propozycję. A potem wszystko się zmieniło. Jego żona, Branda, za swoje zasługi została mianowana Patronką. Cały ród Kondratów dołączył do nowego szlacheckiego rodu Branda... i zniknął z nią na Głębokich Ścieżkach.
Z biegiem czasu, gdy wychodziło na jaw, że Oghren został porzucony, stawał się pośmiewiskiem Orzammaru. Zaczął pić, co niespecjalnie pomagało. Pijany i upokorzony, wyzwał innego wojownika na pojedynek za obrazę i zabił go na Próbach. Walka miała trwać do pierwszej krwi. Za karę został wygnany z rodu i pozbawiony prawa noszenia broni, co dla wojownika jest jedyną gorszą karą od wygnania.
Oghren lubi traktować swe podniebienie coraz to bardziej niezwykłymi alkoholami o coraz to większej mocy, łącznie z takimi, które groźne są dla życia. Jak dotąd nic dobrego jeszcze z tego nie wynikło.

#### Zevran
Między Imperium Tevinteru, Rivain i Wolnymi Miarchiami leży państwo znane jako Antiva. Choć ubogie we własne bogactwa naturalne, jego położenie czyni je centrum handlu w całej północy, jego stolicę, miasto Antiva, najbogatszym miastem na świecie. Antiva praktycznie nie posiada armii – monarchia jest za słaba, by takową utrzymać. Większość Antivan nawet nie zna imienia obecnego króla, gdyż prawdziwa władza spoczywa w rękach tuzina kupieckich potentatów, z których każdy ma osobistą armię i nieustannie walczy z pozostałymi o wpływy.
Można by pomyśleć, że taka sytuacja czyni Antivę łakomym kąskiem dla najeźdźców, lecz nawet qunari zostawiają ją w spokoju z jednego powodu: Bractwa Kruków. Ta najskuteczniejsza, najstraszliwsza i najdroższa gildia skrytobójców ma siedzibę w Antivie i sama ich reputacja skutecznie broni jej granic.
Zevrana pociąga wszystko, co piękne i luksusowe – fakt niezbyt zaskakujący, biorąc pod uwagę, że jest Antivańskim Krukiem – ale jego uwielbienie może być bardziej romantyczne, niż sam gotów jest przyznać.

#### Sten
Północne wyspy leżą na odludziu: bujna dżungla skrywa tam miasta, ponoć najwspanialsze na świecie. Oto kraina qunari--ziemie, których nie widzą oczy cudzoziemców. Na południe dotarły jedynie opowieści o trzech Świętych Marszach przeciwko tym olbrzymom... aż do przybycia Stena.
Zamknięty w klatce stoicki olbrzym był najdziwniejszym widokiem, jaki widzieli mieszkańcy Lothering... aż do nadejścia Plagi.
Wysłano go wraz z grupką żołnierzy qunari, by zbadali sprawę Plagi i zameldowali o swych odkryciach. Niedaleko Lothering wpadli w zasadzkę pomiotów. Udało im się odeprzeć atak, ale z życiem uszedł tylko Sten. Rannego znaleźli i opatrzyli chłopi, lecz gdy odzyskał przytomność, samotny i nieuzbrojony, wpadł w panikę i zabił całą chłopską rodzinę, zdając sobie sprawę z tego, że stracił honor, Sten poczekał, aż zjawią się inni wieśniacy i złożył swój los w ich ręce, spodziewając się śmierci.
Sten potrafi poznać się na dobrym obrazie, co może wydawać się nieprawdopodobne, ale wynika tak naprawdę z wykształcenia, jakie odbierają qunari. Sten szanuje artystów za staranność kompozycji, umiejętność, w której równie ważne jest to, gdzie pędzel dotyka płótna, jak i to, gdzie się od niego odrywa.

#### Pies
Mabari są nieodłączną częścią fereldańskiej strategii wojennej. Wytresowane psy mogą z łatwością ściągnąć rycerza z konia, lub złamać szyki nadciągającego wroga. Psa poznaje się podczas pobytu w Ostagarze i można go zwerbować jeżeli wykonano zadanie podczas pobytu tam, lub jeśli gracz wybrał początek Człowieka Szlachcica. Psa można dowolnie nazwać.

#### Shale
Golemy z Orzammaru stanowiły niegdyś przednią straż krasnoludzkiej armii, odpierając ataki pomiotów nadchodzące z Głębokich Ścieżek, Utracono jednak sztukę ich wytwarzania, a same Golemy zostały zużyte w niezliczonych walkach i w końcu zawiodły. Shale nie pamięta ani walk na Głębokich Ścieżkach, ani przybycia do Redcliffe, jedynie kilka mglistych (i paskudnych) wspomnień o swym poprzednim panu.
Trzysta lat wcześniej znana była jako Shayle z rodu Cadash, wojowniczka króla Valtora, która zdecydowała się poświęcić życie w obronie Orzammaru.

### Inni

#### Szary Strażnik
Główna postać w grach Dragon Age: Początek oraz Dragon Age: Początek – Przebudzenie. Klasę, płeć, rasę, wygląd oraz początek bohatera można wybrać na początku rozgrywki.

#### Duncan
Jak wielu innych, Duncan (Jan Kulczycki) porzucił swe nazwisko wstępując do Szarej Straży, w symbolicznym geście zerwania więzów z przeszłością. Mógłby jednak powiedzieć, że w jego przypadku było to przydatne. Jego matka pochodziła z Anderfels, ojciec z Tevinteru, dzieciństwo zaś spędził w Orlais i Wolnych Marchiach. Wszędzie miał pobratymców, a ojczyzny nie miał wcale.
Otrzymał prawie niemożliwe zadanie dowodzenia Strażnikami w Fereldenie -- królestwie, z którego wypędzono to bractwo dwieście lat temu. W obliczu podejrzeń i wrogości miejscowych wyruszył na poszukiwanie rekrutów.

#### Arl Eamon
Jako wuj króla Cailana, arl Eamon (Janusz Wituch) należy do najbardziej zaufanych doradców króla. Choć Redcliffe nie jest szczególnie rozległym czy bogatym rejonem Fereldenu, ma ogromne znaczenie strategiczne. Tutejsza twierdza broni zachodniej przełęczy, prowadzącej do Orlais, jak również głównego szlaku handlowego z Orzammarem. Choć Eamon nie jest zbyt charyzmatyczny, cieszy się powszechnym szacunkiem; cytując króla Cailana: „Mój wuj Eamon jest człowiekiem, którego wszyscy dobrze wspominają--jeśli w ogóle go zapamiętają."

#### Zathrian
Powiadają, że elfy zamieszkiwały Ferelden na długo przed tym, nim inni postawili tu stopę i choć większość ich wiedzy została utracona, związkiem opiekuna każdego z klanów jest chowanie tego, co się zachowało.
Zathrian (Zbigniew Konopka) jest starym, poważnym elfem, nieufnym wobec obcych, lecz usprawiedliwia go fakt, że jego klan zmaga się ze szczególnie niebezpiecznym wrogiem.
Dawno temu, w odwecie za zaatakowanie jego klanu rzucił straszliwą klątwę: przywoławszy do tego świata ducha, nasłał go na ludzi, którzy go skrzywdzili. Duch nie zadowolił się wyrżnięciem wrogów Zathriana, lecz przemienił ich w bezmyślne bestie.
Z czasem jednak stworzone przez niego wilkołaki odzyskały pamięć i odszukały sprawcę swego cierpienia, zwracając klątwę przeciwko pobratymcom Zathriana.

#### Chory Kieł
Chory Kieł to, według opiekuna Zathriana, wilk. Nie jest to jednak zwyczajny wilk. To wilk opętany przez potężnego ducha, który sam stanowi źródło klątwy wilkołaków gnębiącej Las Brecilian. Chory Kieł ma kilkaset lat i jest niezwykle potężny, a jedynym sposobem położenia kresu jego klątwie jest wycięcie mu serca i przyniesienie go Zathnanowi.
Wydaje się, że Chory Kieł posiada dwie strony, jak sama natura. Jedna to wilk, dziki i męski... druga jednak to Pani Lasu (Ilona Kucińska), delikatna i kobieca. Chory Kieł jest jednocześnie piękną i bestią, kocha zarówno pokój, jak i terror. Pani starała się nauczyć wilkołaki z Lasu Brecilian zrozumienia własnej natury... które sama osiągnęła.

#### Książę Bhelen
Bhelen (Jarosław Boberek), trzeci z synów króla Endrina, zawsze uważany był za najmniej istotnego członka rodziny. Nie był ani następcą tronu, ani ulubieńcem ojca, brakło mu talentów, którymi mogło poszczycić się jego rodzeństwo. Jego najważniejszą cechą była umiejętność unikania kłopotów.

#### Lord Harrowmont
Ród Harrowmontów należy do najstarszych szlacheckich domów, równie starych, co sam Orzammar. Harrowmont (Jacek Lenartowicz), prawa ręka Endrina, jest znany ze swych umiejętności zarządzania i zawarcia wielu kompromisów w wiecznie skłóconym Kongresie.

#### Królowa Anora
Anora (Ilona Kucińska), jedyne dziecko bohatera wojennego Loghaina mac Tira, nigdy nie potrafiła grać drugoplanowej roli. Powszechnie wiadomo, że w ciągu pięciu lat małżeństwa Anory i Cailana to ona dzierżyła władzę. Wśród mieszkańców Fereldenu, zarówno szlachty, jak i plebsu, cieszyła się dużo większym poważaniem od swojego męża, a nawet zaskarbiła sobie szacunek ościennych państw, skłoniwszy cesarzową Celene z Orlais do znanej wypowiedzi: „Anora z Fereldenu jest niczym samotna róża pośród chaszczy.”

#### Cailan Theirin
Cailan (Tomasz Steciuk), syn legendarnego króla Marica Theirina, był pierwszym od dwóch pokoleń władcą, który panował w kraju wolnym od obcej okupacji. Od czasu śmierci ojca zasiadał na tronie razem z królową Anorą.

#### Riordan
Riordan (Jacek Mikołajczak) jest orlezjańskim Szarym Strażnikiem, który z powodu urodzenia się w Fereldenie, został wysłany do ojczyzny przez orlezjańskie siły wsparcia, gdy Loghain ich odprawił, aby dowiedzieć się, co się tam stało. Riordan był przyjacielem Duncana, razem zostali Szarymi Strażnikami. Został schwytany przez ludzi Loghaina i uwięziony w lochu. Jednak wydostał się z niego i dołączył do głównych bohaterów w walce z mrocznymi pomiotami. Podczas ostatniej bitwy w Denerim, atakuje arcydemona sam i udaje mu się zranić go na tyle, by dać graczowi możliwość zabicia go, choć Riordan ginie, zanim mógł przyłączyć się do ostatniej walki.

### Złoczyńcy

#### Urthemiel
Arcydemon, dawny bóg piękna skażony przez mroczne pomioty, teraz ich dowódca. Ma postać kolosalnego smoka skrzydlatego ziejącego fioletowym ogniem. Porozumiewa się z pomiotami dzięki swej mocy, na jego rozkaz one dokonują inwazji na Ferelden, rozsiewając swoją zarazę.

#### Loghain Mac Tir
Loghain urodził się jako syn rolnika w czasie, gdy jego kraj był pod obcą okupacją. Jako młody chłopak wstąpił do ruchu oporu, gdzie szybko ujawnił się jego geniusz taktyczny. Zaprzyjaźnił się z księciem Marikiem, ostatnim prawowitym dziedzicem tronu, i razem poprowadzili rebeliantów do zwycięstwa nad wojskami Orlais. Maric nadał przyjacielowi tytuł szlachecki, a obecnie Loghain jest bardziej symbolem, niźli człowiekiem: stanowi uosobienie fereldeńskich ideałów ciężkiej pracy i niezależności.
Podczas bitwy pod Ostagarem uciekł z pola walki, pozostawiając króla Cailana i Szarych Strażników na pewną śmierć.
Następnie powróciwszy do Denerim ogłosił się regentem swej córki, królowej Anory, żądając poparcia Fereldenu w walce z pomiotami – co bardzo wzburzyło wielu bannów.
Jego działania doprowadziły do wybuchu wojny domowej. Poplecznicy Loghaina nagle zaczęli walczyć z sąsiadami, którzy obwiniali go za śmierć króla, a także tymi, którzy po prostu chcieli skorzystać z pustki na szczytach władzy.

#### Rendon Howe
Arl Amarantu i Denerim oraz teryn Wysokoża, prawa ręka Loghaina. Drugoplanowy antagonista i dla głównego bohatera gry pochodzenia ludzkiego szlacheckiego jest największym wrogiem, bo wymordował jego rodzinę i zajął jego ziemię Wysokoże.
Chorobliwie ambitny, amoralny, chciwy i żądny władzy tyran. Jest gotów popełnić każdą zbrodnię dla osiągnięcia swych celów, włączając w tortury niewygodnych dla niego ludzi, zabójstwa, masowe morderstwa, niewolnictwo.

#### Ser Cautrien
Główna dowódczyni wojsk Loghaina, ślepo posłuszna i lojalna mu, nawet, jeśli ma wątpliwości. Na początku gry na jego rozkaz każe swoim żołnierzom się wycofać z bitwy pod Ostagarem. Później  osobiście stara się powstrzymać działania politycznych przeciwników Loghaina i Howe’a, w tym Szarego Strażnika.

#### Uldred
Starszy zaklinacz kręgu magów w Fereldenie. Dowodził magami podczas bitwy pod Ostagarem, uciekł z pola bitwy wraz z Loghianem i sprzymierzył się z nim. Ten obiecał mu uwolnienie magów od nadzoru templariuszy w zamian za poparcie kręgu. Jednak kiedy Wynne ujawniła zdradę Loghiana, Uldred wzniecił powstanie. Dowodził magami krwi w celu przejęcia kontroli kręgiem, jednak opętany został przez demona i zaczął tworzyć armię potworów ze schwytanych magów.

#### Jarvia
Szefowa krasnoludzkiego półświatka, przyjmuje do swego kartelu ubogie krasnoludy i każe im popełniać zbrodnie typu haracze, wymuszenia i morderstwa. Dla głównego bohatera gry pochodzenia krasnoludzkiego plebejusza jest największym wrogiem. Szary Strażnik ma zlikwidować jej zbrodniczy proceder na polecenie Bhelena lub Harrowmonta.

## Dragon Age: Początek – Przebudzenie

### Towarzysze
W dodatku Dragon Age: Początek – Przebudzenie możemy zwerbować siedmiu towarzyszy. Z członkami drużyny nie można rozmawiać podczas podróżowania, ale decyzje nadal mają znaczenie dla postaci. 

#### Anders
Wielu magom nie w smak jest kontrola Zakonu i Anders nie jest tu wyjątkiem. Do Kręgu Maginów trafił później niż większość adeptów sztuk magicznych, bo dopiero w wieku nastoletnim, zdążył więc już poznać trochę świata i mury Wieży Kręgu były dla niego niczym innym niż więzieniem. Anders jest urodzonym awanturnikiem, nic dziwnego więc, że wielokrotnie uciekał z Wieży, wykazując się przy tym niezwykłą pomysłowością. Jednak pomimo wszystkich swoich talentów i inwencji nigdy nie był w stanie na dobre zniknąć z pola widzenia templariuszy. Na swoje szczęście żywi równie wielką jak Zakon nienawiść do magów krwi, inaczej już dawno temu zostałby stracony jako potencjalny maleficar. W gruncie rzeczy Anders pragnie tylko jednego: wolności. No, może jeszcze dobrej strawy i ładnej dziewczyny u boku. Czy to tak wiele?

#### Velanna
Ludzie zagarnęli ziemie dalijskich elfów, doszczętnie zniszczyli ich miasta, a lud dalijski zmusili do życia w niewoli. Pozbawieni swego języka, kultury i historii Dalijczycy przemierzają teraz Ferelden nędznymi taborami, kultywując te resztki dalijskiej tożsamości, które nie zniknęły w mrokach dziejów. Czy można się dziwić głębokiej nienawiści, jaką Velanna, pierworodna córka opiekuna wiedzy swojego klanu, żywi do rasy odpowiedzialnej za niedolę jej ludu? Velanna ma świadomość, jak wiele zostało bezpowrotnie stracone, i dalijska duma nie pozwala jej bezczynnie przyglądać się dalszej zagładzie. Jest narzędziem zemsty w rękach natury i nie spocznie w swoim dziele niesienia sprawiedliwości. Niechaj Stworzyciele mają w opiece tych, którzy staną na jej drodze.

#### Justynian
Nie wszyscy mieszkańcy Pustki identyfikują się z mrocznymi emocjami takim jak wściekłość czy duma. Niektórzy są ucieleśnieniem bardziej szlachetnych cech ukształtowanych przez ludzkość: wiary, nadziei, współczucia i sprawiedliwości. Sprawiedliwość to nie jego imię, a tożsamość. Ofiara działania spaczonej magii, Sprawiedliwość został wyrwany z Pustki swojej własnej woli i uwięziony w ciele martwego Szarego Strażnika. Zagubiony i zdezorientowany poszukuje przewodnika, który pomoże mu odnaleźć sens teka świata oraz pokaże mu jak być człowiekiem.

#### Sigrun
Jest tylko jeden sposób opuszczenia szeregów Legionu Umarłych, ofiara zmazująca wszelką winę – poświęcić życie w walce z wrogami Orzammaru. Sigrun pragnie dowieść, że jest kimś więcej niż pierwszą lepszą mieszkanką rynsztoka, ale nie tak łatwo rzucić się w bój, którego celem jest śmierć. Zwłaszcza jeśli jest się bezkastowcem, od dziecka przyzwyczajonym do walki o przetrwanie, po którym w dodatku nikt nie będzie płakał.

#### Oghren
Oghren z Orzammaru znany jest w całym Fereldenie jako ten, który stanął do walki u boku bohaterskiego Szarego Strażnika, który powstrzymał piątą Plagę. Jedni twierdzą, że Oghren odegrał istotną rolę w tych dramatycznych wydarzeniach i że aktywnie wspierał bohaterskiego Strażnika, inni zaś, że swą sławę zawdzięcza jedynie towarzyszom. Wszyscy zgadzają się jednak co do jednego – podczas bitwy ten waleczny krasnolud przeistacza się w prawdziwą bestię, a wypić jest w stanie tak wiele, że ludziom ciężko jest to sobie wyobrazić. Po pokonaniu Arcydemona Oghren ustatkował się i zamieszkał wraz ze swą dawną miłością Felsi oraz dziećmi. Jego przyjaciele twierdzą, że był naprawdę szczęśliwy, a przynajmniej przez pewien czas. Oghren jest jednak urodzonym wojownikiem, dlatego też nie minęło zbyt wiele czasu, nim znów zapragnął powrócić do dawnego życia.

#### Nathaniel Howe
Nazwisko Howe było kiedyś potężne, znane w całym Fereldenie jako honorowi zarządcy tych ziem i obrońcy wolności swojego ludu. Jednak potem Arl Rendon Howe zdradził Teyrna Wysokoża, przejął tytuł, który do niego nie należał, wziął udział w królobójstwie i został zabity za swe czyny. A jednak był szczęśliwcem. Nie dożył, aby zobaczyć jak jego nazwisko mieszane jest z błotem, a jego rodzinie zabierane zostają wszelkie tytuły i ziemie.
To jest Nathaniel syn Rendona, który ma cierpieć za grzechy ojca. Został pozostawiony z niczym, parias skazany jedynie na swój rozum. Jedyne co wie to to, że ojciec, którego kochał, zginął z rąk Szarych Strażników, którzy na domiar tego zagarnęli sobie jego dom z dzieciństwa.

#### Mhairi
Jako dziecko Mhairi chłonęła opowieści o królach i szlachcicach. Całym sercem pragnęła być taka jak oni, iść w bój za swoje ideały. Gdy w wieku 16 lat zaręczono ją z kupcem, wizja czekającego ją życia wystarczyła, aby wzięła sprawy w swoje ręce i zaciągnęła się do armii. Lojalność i poświęcenie dla Fereldenu zyskały jej miłość i szacunek dowódców i towarzyszy broni. Mhairi ciężko przeżyła zdradę i śmierć króla Cailana, a gdy usłyszała o dwóch Szarych Strażnikach, którzy niemal samodzielnie rozprawili się z Plagą, przysięgła sobie, że pewnego dnia wstąpi do Szarej Straży. Gdy rozeszły się wieści o rozpoczęciu odbudowy szeregów bractwa, Mhairi postanowiła wykorzystać nadarzającą się sposobność i wybrała się do Twierdzy Czuwania.

### Złoczyńcy

#### Architekt
Antagonista drugoplanowy dodatku do gry. Mroczny pomiot mag inny niż reszta, bo bardziej podobny do człowieka i ma zdolność mowy i rozumu. Jego umysł odporny jest na tzw. nawoływanie dawnych bogów, chce uczynić resztę mrocznych pomiotów takimi jak on, ale nie każdy prawidłowo pojmuje to uwolnienie. Wydaje się spokojny i opanowany, ale jest manipulatorem gotowym poświęcać sprzymierzeńców do osiągnięcia swych celów. Na końcu dodatku do gry okazuje się, że przez nieudany eksperyment zakaził Urthemiela i doprowadził do inwazji mrocznych pomiotów.
W książce Dragon Age: Powołanie pełni rolę głównego antagonisty, próbuje rozsiać zarazę mrocznych pomiotów na cały świat, wiedząc, że doprowadzi tak do wyginięcie większości życia. Nie udaje mu się zrealizować swego planu, ale udaje mu się uciec sprawiedliwości.

#### Matka
Główna antagonistka dodatku do gry. Ludzka kobieta zmieniona przez mroczne pomioty w odrażającego potwora do produkcji nowych pomiotów. Architekt uwolnił ją od nawoływania dawnych bogów, ale ona zamiast stać się istotą rozumną, popadła w paranoję i zwraca inne mroczne pomioty przeciw Architektowi i Szarym Strażnikom.

## Dragon Age II

### Postaci grywalne

#### Hawke
Główna postać gry Dragon Age II, gracz może ustalić płeć, wygląd i klasę postaci. Domyślne imię żeńskie to Marian, a męskie to Garret. Jak na początku gry zostało powiedziane, zostaje Czempionem Kirkwall za ocalenie go przed inwazją qunari.

#### Bethany Hawke
Młodsza siostra głównej postaci, czarodziejka i bliźniaczka Carvera.

#### Carver Hawke
Młodszy brat głównej postaci, wojownik i bliźniak Bethanny.

#### Varric Tethras
Krasnolud z powierzchni, współwłaściciel rodzinnej gildii kupieckiej. Pełni rolę narratora gry, kiedy jest przesłuchiwany przez Cassandrę. Razem ze starszym bratem Bartandem organizował wyprawę na Głębokie Ścieżki, w której główna postać brała udział.

#### Aveline Valen
Wojowniczka, którą Hawke spotyka na początku gry, zostaje potem strażniczką miejską w Kirkwall.

#### Anders
Postać znana z gry Dragon Age: Początek – Przebudzenie, mag odstępca i Szary Strażnik dezerter, w Kirkwall ukrywa się przed Kręgiem jak i Bractwem. Używa swojej magii o uzdrawiania biednych i uchodźców. Przyjął ducha pustki Justyniana do swego ciała, ale jego nienawiść do templariuszy zmieniła go w demona zemsty, na którym traci w gniewie kontrolę. Jest potencjalną opcją romansu dla Hawke.

#### Izabela
Piratka dawniej, potem przemytniczka odkąd jej statek zatonął. Była postacią poboczną z Dragon Age: Początek, która mogła nauczyć Strażnika swego stylu walki. W grze jest awanturniczą postacią znaną z licznych przelotnych romansów i pakowania się w kłopoty. Ścigana przez qunari i Castilona za kradzież relikwii qunari. Jest potencjalną opcją romansu dla Hawke.

#### Fenris
Zbiegły elfi niewolnik z imperium Tevinter. Ma na całym ciele znaki wytopione z lyrium, które zwiększają jego fizyczne atrybuty i dają mu moc brutalnego niszczenia ciała wroga. Nienawidzi magów, bo w Tevinter magowie mianujący się Magistrami parają się magią krwi i uczynili z niego i jego rodziny niewolnika. Jest potencjalną opcją romansu dla Hawke.

#### Merrill
Dalijska elfia czarodziejka, w grze Dragon Age: Początek była tymczasową towarzyszką Strażnika. Opuściła swój klan elfów, żeby praktykować zakazaną magię krwi, którą według niej mogłaby naprawić magiczne lustro, które zawiera widzę o historii i kulturze elfów.

#### Sebastian Vael
Książę Starkheaven wysłany do Zakonu przez rodziców za swój naganny styl życia. Zleca odnalezienie i zabicie morderców jego rodziny. Jest człowiekiem wiary, ale też zżerany przez zemstę. Dostępny tylko w DLC Książę na Wygnaniu. Jest potencjalną opcją romansu dla kobiety Hawke.

#### Tallis
Tymczasowa postać grywalna z dodatku Mark of Assassin i główna bohaterka serialu Dragon Age: Redemption. Elfia łotrzyca znana jako Athlok wśród ludu qunari, dla którego pracuje. Namawia Hawke do kradzieży pewnego klejnotu od Orlezjańskiego szlachica Prospera, który jak ona mówi nie ma do niego prawa.

### Złoczyńcy

#### Bartrand Tethras
Starszy brat Varrica, razem organizowali ekspedycję archeologiczną na Głębokie ścieżki w pierwszym akcie. Kiedy bracia wraz z Hawke znaleźli magiczny artefakt zwany Idolem, Bartrand porzucił ich i zostawił na śmierć, uciekając ze znaleziskiem. W drugim akcie Hawke może pomóc Varricowi go znaleźć, aby się zemścić. Wtedy okazuje się, że artefakt, który już sprzedał, zdążył doprowadzić go do nietypowego obłędu. Gracz może zdecydować czy pozwoli Varricowi go zabić czy zabrać do szpitala psychiatrycznego.

#### Petrice
Drugoplanowa antagonistka pierwszego i drugiego aktu. Zakonnica ksenofobka, która stara się podburzyć lud Kirkwall przeciw qunari, dlatego knuje różne intrygi.

#### Quentin
Drugoplanowy antagonista drugiego aktu, mag krwi i nekromanta. Oszalał z powodu śmierci żony i aby ją odtworzyć szukał kobiet podobnych do niej, aby je zabić do odtworzenia jej ciało. Wśród jego ofiar była Leandra, matka Hawke’a.

#### Arishok
Główny antagonista drugiego aktu. Najwyższy dowódca sił zbrojnych qunari, przybył do Kirkawll w poszukiwaniu relikwii skradzionej przez Izabelę, zdesperowany wszczął wojnę w Kirkwall.

#### Meredith Stannard
Główna antagonistka trzeciego aktu. Dowódczyni templariuszy w Kirkwall, fanatyczna przeciwniczka magów. Jej wstręt wziął się z tego, że jej siostra Amelia też była magiem, ale została opętana przez demona i trzeba było ją zabić. Okazuje się, że to ona kupiła Idola od Bartarnda i też popadła w obłęd – wszędzie widziała zagrożenie, a każdy mag był dla niej magiem krwi.

#### Orsino
Elf, dowódca Kręgu magów w Kirkwall, wbrew zakazom Zakonu zapewnia azyl magom krwi. W trzecim akcie okazuje się, że wiedział o Quentinie, który zabił matkę Hawke’a, ale zamiast powstrzymać go ukrywał jego istnienie w tajemnicy, żeby Meredith nie miała powodu do przeprowadzenia czystki wśród magów. Zdesperowany w walce z templariuszami, korzysta z magii szaleńca, aby połączyć ciała poległych magów ze swoim i zamienić się w kolosalnego potwora.